# Sammun-dong
Sammun-dong (koreanska: 삼문동) är en stadsdel i staden Miryang i provinsen Södra Gyeongsang i den sydöstra delen av Sydkorea, 280 km sydost om huvudstaden Seoul. Större delen av stadsdelen ligger på en ö i floden Miryang.